# 青木辰子
青木 辰子（あおき たつこ、1960年3月3日 - ）は、日本の障害者アルペンスキー競技の選手。長野県長野市出身。冬季パラリンピック競技大会アルペンスキー座位（チェアスキー）のメダリスト。

## 人物・来歴
当初は体操競技者であったが20歳で膝を痛めて片足麻痺となった。その後は3歳から親しんでいたスキー競技に転向した。インスブルックパラリンピック大会に左足一本の立位で初出場。しかし2年後スキー練習中に転倒して脊椎を損傷。30歳で脊椎疾患による機能障害者としての車椅子生活となって座位での競技継続に挑戦した。
2010年3月開催のバンクーバーパラリンピックにも日本選手団中最多出場5度目の代表選手となった。
2012年現在、6度目のパラリンピック出場（2014年ソチパラリンピック）を目指し、トレーニングを行っている。
また、競技活動以外にも、教育機関や社会福祉機関などでの講演活動にも力を入れており、障害者スポーツの社会的意義について、独自の活動も行っている。

## 主な記録
- 1998年 長野パラリンピック
  - 回転:Lw10（脊椎損傷）クラス 銀メダル
- 2000年 障害者アルペンスキー世界選手権
  - 滑降:銀メダル
  - 大回転:銀メダル
- 2002年 ソルトレークシティパラリンピック
  - スーパー大回転:5位
- 2004年 障害者アルペンスキー世界選手権
  - 滑降:銀メダル
  - 回転:4位
  - 大回転:7位
- 2005年 障害者アルペンスキーワールドカップ
  - スーパー大回転:4位
  - 大回転:5位
- 2006年 トリノパラリンピック
  - 回転:銅メダル
  - スーパー大回転:5位
  - 大回転:6位
- 2010年 障害者アルペンスキーワールドカップ
  - スーパー複合:金メダル
- 2010年 バンクーバーパラリンピック出場